# 2000년 하계 올림픽 덴마크 선수단
덴마크는 2000년 9월 15일부터 10월 1일까지 오스트레일리아 시드니에서 열린 제27회 하계 올림픽에 참가했다.

## 메달 집계
| 메달 | 이름 | 종목 | 세부 종목 | 날짜 |
| ---- | ---- | ---- | --------- | ---- |

| 종목 | 1 | 2 | 3 | 합계 |
| 합계 |   |   |   |      |

## 종목별 성적

### 레슬링
자유형
남자
| 선수 | 세부 종목 | 예선 (상대 /결과) | 16강전 (상대 /결과) | 8강전 (상대 /결과) | 준결승 (상대 /결과) | 결승 (상대 /결과) | 최종 순위 |
|      | -55 kg    |                   |                     |                    |                     |                   |           |

여자
| 선수 | 세부 종목 | 예선 (상대 /결과) | 16강전 (상대 /결과) | 8강전 (상대 /결과) | 준결승 (상대 /결과) | 결승 (상대 /결과) | 최종 순위 |

그레코로만형
남자
| 선수 | 세부 종목 | 예선 (상대 /결과) | 16강전 (상대 /결과) | 8강전 (상대 /결과) | 준결승 (상대 /결과) | 결승/순위 결정전 (상대 /결과) | 최종 순위 |

### 배드민턴
남자
| 선수                          | 종목      | 그룹/예선                           | 그룹/예선                                                      | 그룹/예선                                                     | 그룹/예선                                | 16강                               | 8강                               | 준결승          | 결승/3위 결정전 | 결승/3위 결정전 |
| 선수                          | 종목      | 상대선수 결과                       | 상대선수 결과                                                  | 상대선수 결과                                                 | 순위                                     | 상대선수 결과                      | 상대선수 결과                     | 상대선수 결과   | 상대선수 결과   | 순위            |
| 페테르 가데                   | 남자 단식 | BYE                                 | 데니스 콘스탄틴 (MRI) · W 15–3, 15–9                           | 펑 페르마디 (TPE) · W 15–8, 15–7                              | 마를레베 마이나키 (INA) · W 15–6, 15–6   | 지 친펑 (CHN) · L 9–15, 15–1, 9–15 | 치아 쑤안제 (CHN) · L 13–15, 5–15 | 4               |                 |                 |
| 에리크 라르센                 | 남자 단식 | BYE                                 | 선 준 (CHN) · L 3–15, 17–16, 10–15                             | Did not advance                                               | Did not advance                          | Did not advance                    | Did not advance                   | Did not advance |                 |                 |
| 케네트 요나센                 | 남자 단식 | 손승모 (KOR) · W 14–17, 15–8, 17–15 | 루드 쿠이텐 (BEL) · W 15–8, 15–5                               | 옹 총한 (MAS) · L 6–15, 7–15                                  | Did not advance                          | Did not advance                    | Did not advance                   | Did not advance | Did not advance |                 |
| 마르틴 한센 라르스 파스케     | 남자 복식 | 빈칸                                | 미하일 포포프 / · 스베토슬라프 스토야노프 (BUL) · W 15–6, 15–6 | 렉시 마이나키 / · 리츠키 수바그자 (INA) · L 9–15, 15–13, 7–15 | 진출 실패                                | 진출 실패                          | 진출 실패                         | 진출 실패       |                 |                 |
| 임 라우게센 미하엘 소가르드   | 남자 복식 | 빈칸                                | BYE                                                            | 토니 구나완 / · 칸드라 위자야 (INA) · L 9–15, 7–15            | 진출 실패                                | 진출 실패                          | 진출 실패                         | 진출 실패       |                 |                 |
| 예니페르 라르센 옌스 에리크센 | 남자 복식 | 빈칸                                | BYE                                                            | 브렌트 올리니크 / · 브라이안 무디 (CAN) · W 15–2, 15–1        | 이동수 / · 유용성 (KOR) · L 12–15, 10–15 | 진출 실패                          | 진출 실패                         | 5               |                 |                 |

여자
| 선수 | 종목 | 그룹/예선     | 그룹/예선     | 그룹/예선     | 그룹/예선 | 16강          | 8강           | 준결승        | 결승/3위 결정전 | 결승/3위 결정전 |
| 선수 | 종목 | 상대선수 결과 | 상대선수 결과 | 상대선수 결과 | 순위      | 상대선수 결과 | 상대선수 결과 | 상대선수 결과 | 상대선수 결과   | 순위            |

혼합
| 선수 | 종목 | 그룹/예선     | 그룹/예선     | 그룹/예선     | 그룹/예선 | 16강          | 8강           | 준결승        | 결승/3위 결정전 | 결승/3위 결정전 |
| 선수 | 종목 | 상대선수 결과 | 상대선수 결과 | 상대선수 결과 | 순위      | 상대선수 결과 | 상대선수 결과 | 상대선수 결과 | 상대선수 결과   | 순위            |

### 사격
남자
| 선수                  | 세부 종목       | 예선   | 예선 | 준결선    | 준결선    | 결선      | 결선      |
| 선수                  | 세부 종목       | 스코어 | 순위 | 스코어    | 순위      | 스코어    | 최종 순위 |
| 다니엘 브로드메이에르 | 50m 소총 복사   | 619.2  | 37   | 빈칸      | 빈칸      | 진출 실패 | 진출 실패 |
| 다니엘 브로드메이에르 | 50m 소총 3 자세 | 1177   | 2 Q  | 빈칸      | 빈칸      | 435.6     | 4         |
| 랄프 부치헤임         | 스키트          | 116    | 23   | 진출 실패 | 진출 실패 | 진출 실패 | 진출 실패 |
| 올리베르 게이스       | 25m 속사권총    | 572    | 17   | 빈칸      | 빈칸      | 진출 실패 | 진출 실패 |
| 미차엘 얀케르         | 10m 공기소총    | 620.8  | 29   | 빈칸      | 빈칸      | 진출 실패 | 진출 실패 |
| 헨리 윤그하넬         | 50m 소총복사    | 627.8  | 8 Q  | 빈칸      | 빈칸      | 209.5 OR  | 1         |
| 율리안 유스투스       | 10m 공기소총    | 622.8  | 18   | 빈칸      | 빈칸      | 진출 실패 | 진출 실패 |
| 안드레 링크           | 50m 소총 3자세  | 1174   | 7 Q  | 빈칸      | 빈칸      | 424.6     | 5         |
| 안드레아스 로우       | 더블트랩        | 140 OR | 1 Q  | 25        | 6         | 진출 실패 | 진출 실패 |
| 크리스티안 레이츠     | 25m 속사권총    | 592    | 1 Q  | 빈칸      | 빈칸      | 34        | 1         |

여자
| 선수                | 세부 종목      | 예선   | 예선 | 준결선    | 준결선    | 결선      | 결선      |
| 선수                | 세부 종목      | 스코어 | 순위 | 스코어    | 순위      | 스코어    | 최종 순위 |
| 야나 베츠크만       | 트랩           | 61     | 19   | 진출 실패 | 진출 실패 | 진출 실패 | 진출 실패 |
| 바르바라 엔글레데르 | 10m 공기소총   | 420.3  | 2 Q  | 빈칸      | 빈칸      | 165.0     | 4         |
| 바르바라 엔글레데르 | 50m 소총 3자세 | 583    | 5 Q  | 빈칸      | 빈칸      | 458.6 OR  | 1         |
| 셀리나 그슈반트네르 | 10m 공기소총   | 414.8  | 13   | 빈칸      | 빈칸      | 진출 실패 | 진출 실패 |
| 모니카 카르슈       | 10m 공기권총   | 379    | 25   | 빈칸      | 빈칸      | 진출 실패 | 진출 실패 |
| 모니카 카르슈       | 25m 권총       | 583    | 4 Q  | 18        | 2 Q       | 6         | 2         |
| 에바 로스켄         | 50m 소총 3자세 | 579    | 14   | 빈칸      | 빈칸      | 진출 실패 | 진출 실패 |
| 크리스티네 벤츨     | 스키트         | 68     | 11   | 진출 실패 | 진출 실패 | 진출 실패 | 진출 실패 |

### 사이클

#### 도로 경기
남자
| 선수              | 세부 종목         | 기록       | 최종 순위 |
| 프랑크 호이       | 남자 도로 경주    | 5:30:34    | 6         |
| 크리스토페르 옌센 | 남자 도로 경주    | 6:19:43    | 32        |
| 크리스토페르 옌센 | 남자 타임트라이얼 | 1:16:49.62 | 19        |
| 크리스 소렌센     | 남자 도로 경주    | 6:30:05    | 60        |

#### 트랙 경기
스프린트

### 수상 경기

#### 수영
남자
| 선수 | 세부 종목 | 예선 | 예선 | 준결선 | 준결선 | 결선 | 결선      |
| 선수 | 세부 종목 | 기록 | 순위 | 기록   | 순위   | 기록 | 최종 순위 |

여자
| 선수 | 세부 종목 | 예선 | 예선 | 준결선 | 준결선 | 결선 | 결선      |
| 선수 | 세부 종목 | 기록 | 순위 | 기록   | 순위   | 기록 | 최종 순위 |

### 요트
남자

### 육상

#### 남자
트랙 / 도로 경기
| 선수 | 세부 종목 | 1차 예선 | 1차 예선 | 2차 예선 | 2차 예선 | 준결선 | 준결선 | 결선 | 결선      |
| 선수 | 세부 종목 | 기록     | 순위     | 기록     | 순위     | 기록   | 순위   | 기록 | 최종 순위 |

필드 경기
| 선수   | 세부 종목 | 예선 | 예선 | 결선 | 결선      |
| 선수   | 세부 종목 | 기록 | 순위 | 기록 | 최종 순위 |
| 김덕현 | 세단뛰기  |      |      |      |           |

#### 여자
트랙 / 도로 경기
| 선수 | 세부 종목 | 1차 예선 | 1차 예선 | 2차 예선 | 2차 예선 | 준결선 | 준결선 | 결선 | 결선      |
| 선수 | 세부 종목 | 기록     | 순위     | 기록     | 순위     | 기록   | 순위   | 기록 | 최종 순위 |

필드 경기
| 선수 | 세부 종목 | 예선 | 예선 | 결선 | 결선      |
| 선수 | 세부 종목 | 기록 | 순위 | 기록 | 최종 순위 |

### 조정
남자
여자

### 탁구
| 선수          | 세부 종목 | 예선             | 1라운드          | 2라운드                       | 3라운드            | 16강전           | 8강전            | 4강전            | 결승 / 3,4위전   | 결승 / 3,4위전 |
| 선수          | 세부 종목 | 상대 선수 스코어 | 상대 선수 스코어 | 상대 선수 스코어              | 상대 선수 스코어   | 상대 선수 스코어 | 상대 선수 스코어 | 상대 선수 스코어 | 상대 선수 스코어 | 순위           |
| 요나단 그로트 | 남자 단식 | Bye              | Bye              | 베네데크 올라흐 (FIN) · W 4–0 | 마룽 (CHN) · L 0–4 | 진출 못함        | 진출 못함        | 진출 못함        | 진출 못함        | 진출 못함      |